# Escuela Oficial de Idiomas

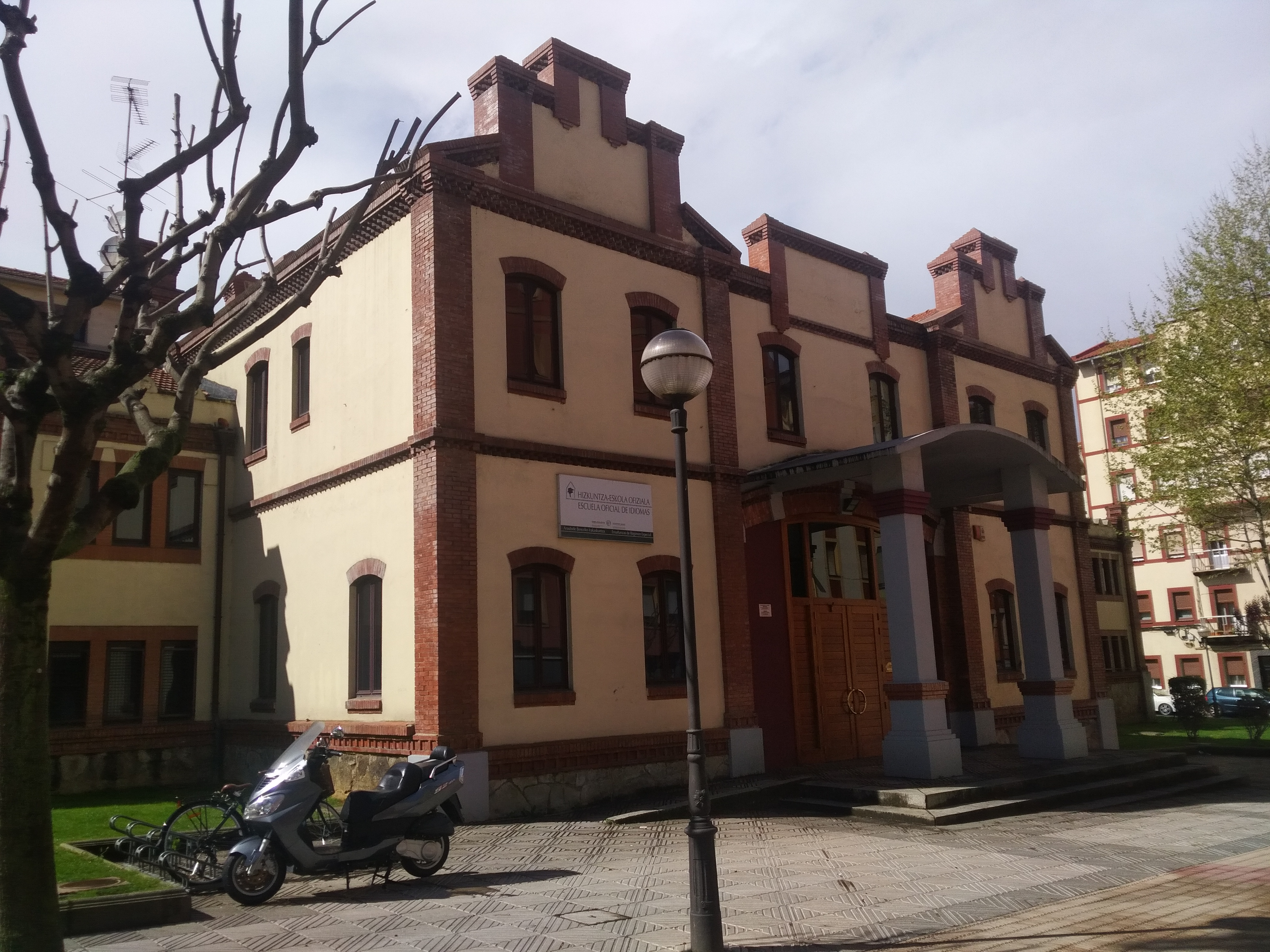
Escuela Oficial de Idiomas de Baracaldo, Vizcaya.

Las Escuelas Oficiales de Idiomas (EOI) de España conforman una vasta red de centros oficiales de nivel no universitario dedicados a la enseñanza especializada de idiomas modernos. Las Escuelas Oficiales de Idiomas son centros dependientes de las Consejerías de Educación de las distintas comunidades autónomas y están enmarcadas dentro de los centros de régimen especial. 

## Historia
La primera escuela apareció en Madrid en el año 1911 con el nombre Escuela Central de Idiomas y desde el primer momento incluyó en su plan de estudios el inglés, el francés y el alemán. En el libro de matrícula de 1911 se pueden encontrar los nombres de María de Maeztu, Claudio Sánchez-Albornoz y Carmen de Burgos. La enseñanza del castellano para extranjeros y del árabe marroquí se introdujo al año siguiente y poco después se introdujeron el italiano, el portugués y el esperanto.
Esta primera escuela estuvo ubicada en un inmueble propiedad de la condesa de Medina y Torres, en el número tres de la cuesta de Santo Domingo. El Ministerio de Instrucción Pública pagaba a la condesa seis mil pesetas en concepto de alquiler.
Aunque durante los primeros años el número de hombres y mujeres era aproximadamente el mismo, desde 1918 el número de mujeres matriculadas ha superado al de hombres. También es de destacar que durante los primeros años no se hacían exámenes hasta el final del cuarto curso.
Durante la dictadura de Primo de Rivera la escuela se adscribe a la universidad y durante la Guerra Civil se suspendieron la clases. En 1957, se produce la introducción del ruso en la escuela. La profesora de ruso de aquella época cuenta que durante los primeros años hubo un policía secreta infiltrado en sus clases, el cual abandonaba la clase aproximadamente un mes después de haber empezado el curso.
En 1960 se crean por primera vez nuevas escuelas en Barcelona, Valencia y Bilbao. Cada una de las nuevas escuelas se la denomina «Escuela oficial de idiomas»; sería un sinsentido que hubiera más de una «Escuela Central». A partir de este momento el colectivo de Escuelas, incluyendo la Escuela Central, se lo denomina «Escuelas Oficiales de Idiomas». En 1965 se introduce el chino. En 1968 se crean otras cuatro Escuelas en Alicante, La Coruña, Málaga y Zaragoza, totalizando ocho. A partir de los años 1970 se introduce la enseñanza de catalán (1970), valenciano, vascuence (1975) y gallego. En 1982 se crean cuatro Escuelas más en Burgos, Ciudad Real, Murcia y Salamanca, totalizando doce. A partir de este momento las Escuelas Oficiales de Idiomas se transfieren a las comunidades autónomas, las cuales se encargan de ellas y crean más.
Cien años después de su fundación, es una red de 300 centros distribuidos por el territorio español e imparte clases para el aprendizaje de veintitrés idiomas.

## Nuevo plan de estudios
Las Escuelas Oficiales de Idiomas han experimentado un proceso de adaptación a las nuevas demandas surgidas en la sociedad, en especial tras las aparición del Marco Común Europeo de Referencia para las lenguas. La Ley Orgánica de Educación (LOE), desarrollada posteriormente en un Real Decreto (Real Decreto 1629/2006), estructura estas enseñanzas en los niveles básico (A2), intermedio (B1) y avanzado (B2), que se adaptan a las recomendaciones del Consejo de Europa y cuyos aspectos básicos han sido establecidos por el Ministerio de Educación y Ciencia. 
La disposición adicional segunda del Real Decreto establece que las Escuelas podrán organizar e impartir cursos especializados para el perfeccionamiento de competencias en idiomas, tanto en los niveles básico, intermedio y avanzado como en los niveles C1 y C2 del Marco Común Europeo de Referencia para las Lenguas.

### Implantación
La implantación de los nuevos cursos y niveles se fue desarrollando progresivamente a partir del curso 2007/08 (RD 806/2006, de 30 de junio). Por tanto, el alumnado de las Escuelas continuó cursando los últimos dos cursos, 4.º y 5.º en 2007/2008 de acuerdo con el plan de estudios antiguo establecido en el RD 967/1988, que se derogó en el curso 2008/2009, con la implementación en su totalidad del nuevo plan.
Desde el curso 2010-2011 algunas Escuelas Oficiales de Idiomas ofertan cursos de carácter general para el nivel C1 en el idioma inglés.

## Regulación
Los estudios de las Escuelas Oficiales de Idiomas están regulados por el Real Decreto 806/2006, de 30 de junio, por el que se establece el calendario de aplicación de la nueva ordenación del sistema educativo y el Real Decreto 1629/2006, de 29 de diciembre, por el que se fijan los aspectos básicos del currículo de las enseñanzas de idiomas de régimen especial reguladas por la Ley Orgánica 2/2006, de 3 de mayo, de Educación. Esta normativa, sustituye a la anterior (BOE de 10 de septiembre, Ordenación de las Enseñanzas correspondientes al primer nivel de las Enseñanzas Especializadas de Idiomas), por el Real Decreto 1523/1989, de 1 de diciembre (BOE de 18 de diciembre, Contenidos Mínimos del primer nivel de las Enseñanzas Especializadas de Idiomas Extranjeros) y por el Real Decreto 47/1992 (Contenidos Mínimos del primer nivel de las Lenguas Españolas). En ellos se establecía que los estudios de cada idioma estaban divididos en dos ciclos:
- Ciclo Elemental (tres cursos, de 120 horas de duración mínima cada uno).
- Ciclo Superior (dos cursos, de 120 horas de duración mínima cada uno).

La Ley Orgánica 2/2006 de Educación (LOE) modifica esta situación, adaptándola al actual esquema de tres niveles:
- Nivel Básico (equivalente al A2 del Marco Común Europeo de Referencia)
- Nivel Intermedio (equivalente al B1 del Marco Común Europeo de Referencia)
- Nivel Avanzado (equivalente al B2 del Marco Común Europeo de Referencia).

En la práctica, algunas comunidades autónomas (Andalucía, Cataluña y Navarra) han creado planes de estudios de cinco años para impartir las enseñanzas de los tres niveles mientras que otras comunidades han optado por planes de seis años, asignando dos años a cada nivel.
La misma ley hace equivalentes el antiguo certificado de Ciclo Elemental con el certificado de Nivel Intermedio y el antiguo certificado del Ciclo Superior con el nuevo certificado de Nivel Avanzado.

## Modalidades de enseñanza
La enseñanza se imparte en las siguientes modalidades:
- Requisitos mínimos para poder cursar estos estudios:
  - Tener nacionalidad española, o, en su defecto, la de cualquier otro país que pertenezca a la Unión Europea o permiso de residencia legal es España.
  - Tener como mínimo catorce años de edad.

- Enseñanza oficial:
  - Presencial: Los alumnos tienen derecho a asistir a clase y a cuatro convocatorias de evaluación final. Asimismo, tienen derecho a la participación en las actividades culturales del Centro y a sus servicios. Los cursos suelen tener una duración de nueve meses (de septiembre a mayo) y las clases suelen impartirse en horario de tarde. Hay, no obstante, algunos centros que imparten cursos intensivos y tienen horarios más amplios.
  - Semipresencial: en Andalucía, a través de un programa dependiente de la Consejería de Educación, Cultura y Deporte de la Junta de Andalucía.
  - A distancia: solo inglés a través del programa That´s English!.
- Enseñanza no oficial (Libre): Los alumnos tienen únicamente derecho a examen de ciclo o nivel completo.
- Cursos y planes específicos de formación de las personas adultas y el profesorado, que puntualmente las distintas Consejerías de Educación pueden autorizar en determinados centros.

## Matriculación
Para ingresar por primera vez en una Escuela Oficial de Idiomas como alumno oficial es necesario solicitar plaza durante el mes de abril (o mayo, según las comunidades autónomas), en el centro más cercano al domicilio habitual o lugar de trabajo. El proceso de adjudicación de plazas tiene lugar en el mes de julio extendiéndose hasta septiembre una vez finalizado el período de exámenes y matriculación de los alumnos ya matriculados.
Las tasas académicas varían de forma destacada dependiendo de la Administración Educativa de la que dependan las Escuelas. En las páginas web de las Escuelas esta información suele aparecer actualizada una vez se ha publicado en el Boletín o Diario Oficial correspondiente.

## Exámenes
Para los exámenes de acreditación de los tres niveles básico intermedio y avanzado, está prevista la elaboración, por parte de las distintas Consejerías de Educación, de pruebas finales unificadas comunes para todos los centros dependientes de cada una de ellas. Para el resto de los cursos, la normativa vigente establece que los alumnos oficiales están sujetos, a través de su asistencia regular a clase, a un procedimiento de evaluación continua a lo largo del curso.

## Titulaciones
Los certificados otorgados por las Escuelas son los únicos con validez oficial de carácter no universitario en lo que respecta a idiomas modernos en toda España. Con el plan antiguo, los alumnos que superasen los estudios del Ciclo Elemental podían solicitar la correspondiente certificación académica que lo acreditase. Los alumnos que superaban los estudios del Ciclo Superior podían solicitar el certificado de aptitud del primer nivel de enseñanzas especializadas de idiomas. Con el nuevo plan implantado, en la actualidad se otorgan certificados correspondientes a los niveles básico (nivel A2), intermedio (nivel B1), medio-avanzado (nivel B2) y avanzado (nivel C1), este último en un curso extraordinario habiendo obtenido ya el título oficial.

## Idiomas
Los idiomas actualmente impartidos en las Escuelas son los de la lista que aparece a continuación, pero en la práctica no se pueden encontrar enseñanzas de todos estos idiomas en todas las Escuelas:
- Alemán.
- Árabe.
- Catalán/valenciano.
- Checo.
- Chino.
- Coreano.
- Danés.
- Español (para extranjeros).
- Euskera.
- Finés.
- Francés.
- Gallego.
- Griego moderno.
- Hebreo.
- Húngaro.
- Inglés.
- Irlandés.
- Italiano.
- Japonés.
- Neerlandés.
- Polaco.
- Portugués.
- Rumano.
- Ruso.
- Sueco.

## Pruebas de clasificación
Mientras sigan vigentes las enseñanzas establecidas en el RD 967/1988, los alumnos de nuevo ingreso que tengan un determinado nivel de conocimientos podrán realizar una prueba inicial de clasificación (P.I.C.) que les permita acceder directamente a un curso de nivel superior.

## Calendario de exámenes
Las convocatorias de exámenes para alumnos oficiales de clases diarias o alternas tienen lugar durante el mes de junio para la convocatoria ordinaria y septiembre, para la convocatoria extraordinaria. Los alumnos libres también disponen de dos convocatorias por curso, en junio y en septiembre. En la comunidad autónoma de Andalucía, junio y septiembre cuentan como una única convocatoria (ordinaria y extraordinaria, respectivamente) de cara al número de veces que un/a alumno/a puede presentarse a examen en modalidad oficial.
Los alumnos a distancia se examinan por módulos. No obstante si desean obtener los certificados oficiales necesitan presentarse a las pruebas de certificación en las mismas condiciones que los alumnos oficiales de modalidad presencial.